# Liste der Kulturdenkmale in Volkstedt (Eisleben)
Die Liste der Kulturdenkmale in Volkstedt enthält die Kulturdenkmale des Landesamtes für Denkmalpflege und Archäologie in Sachsen-Anhalt im Ortsteil Volkstedt der Gemeinde Lutherstadt Eisleben und ist eine Teilliste der Liste der Kulturdenkmale in Lutherstadt Eisleben. Grundlage ist das Denkmalverzeichnis des Landes Sachsen-Anhalt, das auf Basis des Denkmalschutzgesetzes des Landes Sachsen-Anhalt, welches am 21. Oktober 1991 durch das Landesamt erstellt und seither laufend ergänzt wurde (Stand: 31. Dezember 2022).

## Legende
In den Spalten befinden sich folgende Informationen:
- Lage: Nennt den Straßennamen und wenn vorhanden die Hausnummer des Kulturdenkmals. Die Grundsortierung der Liste erfolgt nach dieser Adresse. Der Link „Karte“ führt zu verschiedenen Kartendarstellungen und nennt die geographischen Koordinaten.
Link zu einem Kartenansichtstool, um Koordinaten zu setzen. In der Kartenansicht sind Baudenkmale ohne Koordinaten mit einem roten bzw. orangen Marker dargestellt und können in der Karte gesetzt werden. Baudenkmale ohne Bild sind mit einem blauen bzw. roten Marker gekennzeichnet, Baudenkmale mit Bild mit einem grünen bzw. orangen Marker.
- Offizielle Bezeichnung: Nennt den Namen, die Bezeichnung oder zumindest die Art des Kulturdenkmals und verlinkt, soweit vorhanden, auf den Artikel zum Objekt.
- Beschreibung: Nennt bauliche und geschichtliche Einzelheiten des Kulturdenkmals, vorzugsweise die Denkmaleigenschaften.
- Erfassungsnummer: Für jedes Kulturdenkmal wird in Sachsen-Anhalt eine 20stellige Erfassungsnummer vergeben. Die letzten zwölf Ziffern werden für die Untergliederung nach Teilobjekten genutzt und werden nur angegeben, soweit vergeben. In dieser Spalte kann sich folgendes Icon  befinden, dies führt zu Angaben zu diesem Baudenkmal bei Wikidata.
- Ausweisungsart: Die Einordnung des Denkmales nach § 2 Abs. 2 DenkmSchG LSA
- Bild: Ein Bild des Denkmales, und gegebenenfalls einen Link zu weiteren Fotos des Kulturdenkmals im Medienarchiv Wikimedia Commons. Wenn man auf das Kamerasymbol klickt, können Fotos zu Kulturdenkmalen aus dieser Liste hochgeladen werden:

## Kulturdenkmale
| Lage                                                                         | Bezeichnung                 | Beschreibung | Erfassungs- nummer | Ausweisungsart | Bild           |
| ---------------------------------------------------------------------------- | --------------------------- | --- | ------------------ | -------------- | -------------- |
| Gemarkung Volkstedt Flur 7, Flurstück 28/26 (Karte)                          | Haldenlandschaft            | Die Halde des Fortschritt-Schacht I war von 1906 bis 1967 im Betrieb. | 107 40020          | Baudenkmal     | Weitere Bilder |
| Bergstraße 8 (Karte)                                                         | Pfarrhof                    | | 094 65489          | Baudenkmal     | Pfarrhof       |
| Bergstraße, Eislebener Straße, Lindenweg, Schulstraße Ortslage Volkstedt     | Pumpe                       | | 107 40102          | Baudenkmal     | Pumpe          |
| Eislebener Straße, Ecke Lindenstraße, Grünanlage                             | Kriegerdenkmal              | | 094 65490          | Baudenkmal     | Kriegerdenkmal |
| Eislebener Straße 12, 19, Kriegerdenkmal Eislebener Straße/Ecke Lindenstraße | Platz                       | | 094 65491          | Denkmalbereich |                |
| Eislebener Straße 12 (Karte)                                                 | Gutshaus                    | | 094 65492          | Baudenkmal     | Gutshaus       |
| Kirchgasse inmitten des Dorfs (Karte)                                        | Sankt-Peter-und-Paul-Kirche | Kirche, Die Kirche Sankt Peter und Paul wurde 1830 an der Stelle eines Vorgängerbaues aus dem Jahr 1390 erbaut. Die Kirche steht auf einem Hügel mitten im Dorf, zum Denkmal gehören noch der Kirchhof, ein Gedenkstein, Grabmale und die Einfriedung. Das Denkmal erinnert an die Befreiung der Kosaken im Jahre 1813, die Inschrift lautet „1813–1913 Alles fürs Vaterland“. | 094 08200          | Baudenkmal     | Weitere Bilder |
| L 160, an der Straße zwischen Oberrißdorf und Volkstedt, Nähe Funkturm       | Distanzstein                | | 094 75355          | Kleindenkmal   |                |
| Oberrißdorfer Straße, östlicher Ortsausgang (Karte)                          | Friedhof                    | | 094 65488          | Baudenkmal     | Friedhof       |
| Schulstraße 29 (Karte)                                                       | Bäckerei                    | | 107 40136          | Baudenkmal     | BW             |